# Jaime Roos
Jaime Andrés Roos Alejandro (Montevideo, 12 de noviembre de 1953) es un cantante, músico, compositor y productor uruguayo. Es reconocido como uno de los mejores y más influyentes músicos de la historia de Uruguay. 
Los tambores que recorren el Barrio Sur, lo que transmite la radio, la música de los tablados del carnaval, los Beatles y el rock han sido algunas de las influencias que asimiló para luego plasmar una música con personalidad y sello propio que le ha valido el éxito con el que cuenta en su país, y que se extendió a nivel internacional. Estas características hacen que sea uno de los cantantes uruguayos más populares, con gran venta de discos, y conciertos con entradas agotadas.
Vivió desde su infancia en un departamento sobre la calle Convención a metros de Durazno, esquina que inmortalizó en una de sus canciones más conocidas, «Durazno y Convención». Su música fusiona rock, candombe, milonga, tango y murga, interpretando el sonido de Montevideo. Es reconocido hincha de Defensor Sporting, a cuyo primer campeonato dedicara otro de sus temas más conocidos, «Cometa de La Farola». Entre sus éxitos cabe mencionar «Brindis por Pierrot», «Amándote» y «Si me voy antes que vos».

## Biografía

### Primeros años
De padre francés, René Roos, y madre uruguaya, Catalina Alejandro, Jaime Roos nació en el Barrio Sur de Montevideo. La música siempre estuvo presente en la familia: su tío, el músico Georges Roos, lo introdujo a los Beatles y al jazz, y su madre a la música popular uruguaya y latinoamericana. El primer instrumento formal de Roos fue una guitarra Gianini brasileña que le llegó gracias a su padre; con ella realizó estudios de guitarra clásica, en un conocido conservatorio montevideano, entre los trece y los quince años. Roos es zurdo, pero se la ingenió para dominar el lado diestro del instrumento, debido a que no existían modelos para zurdos.

### Comienzos artísticos
Hacia fines de los años 1960 inicia su actividad como músico profesional, actuando en obras de teatro y grupos de rock y música nacional como Los Roberts, Epílogo de Sueños y Aguaragua, cuyo líder era Pajarito Canzani.
A mediados de 1974, integra el grupo Patria Libre, junto a Raúl "Tintabrava" Castro, Jorge Bonaldi y Jorge Lazaroff, en reemplazo de Miguel Amarillo, en donde tocaba el bajo y se dedicaba fundamentalmente a los arreglos de los temas.
En 1975 integra por un breve lapso el grupo Canciones para no dormir la siesta, y posteriormente viaja a Europa radicándose en París, donde trabaja como músico en teatros, bares, sesiones de grabación, etc.

### Carrera como solista, principios de los años 1980

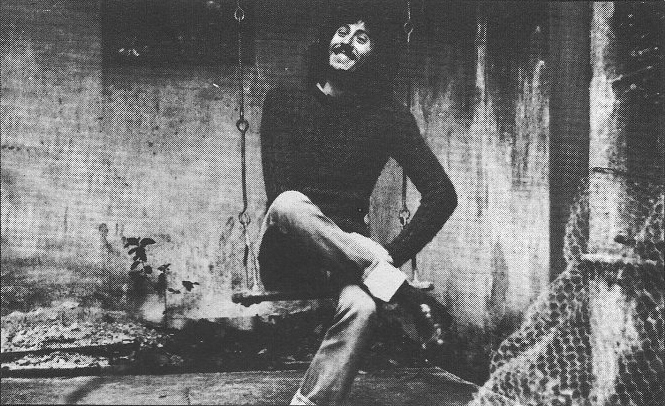
Jaime Roos en 1977.

Es en París que puede ubicarse los comienzos de su carrera solista. Allí grabó sus primeros cuatro temas, luego incluidos en su primer larga duración «Candombe del 31», que terminó de grabar en Uruguay en 1977, para el sello Ayuí / Tacuabé.
Luego de presentar su primer disco en abril de 1977, en la sala Millington Drake, con muy buena repercusión tanto en el público como en la crítica, regresa a París. Entre mayo y julio de 1978, en Normandía, graba Para espantar el sueño, teniendo como músicos invitados al percusionista uruguayo Jorge Trasante, al argentino Carlos Grasso en flautas y a la francesa Emmanuelle Parrenin en cítara y espineta.
En 1978, se radica en Ámsterdam donde es bajista en varios grupos de salsa, rock y jazz permaneciendo hasta 1984 en que vuelve a Uruguay. En ese año, nace en la capital neerlandesa, su hijo Yamandú. Entre 1980 y 1983, edita dos discos de éxito moderado: Aquello (1981) y Siempre son las 4. 
En 1984, ya instalado en Uruguay, edita Mediocampo, donde se incluye uno de sus más famosos temas, «Durazno y Convención», en referencia a las esquinas del barrio donde nació. Otra canción memorable de esta placa es «Los futuros murguistas», en referencia a los jóvenes integrantes de las murgas del carnaval uruguayo, inspirada en el entonces platillero de la murga Falta y Resto, Eduardo Pitufo Lombardo.
Paralelamente a su actividad solista, integró hacia 1984, el grupo Repique junto a otros músicos como Jorge Vallejo, Alberto Magnone, Andrés Recagno, Gustavo Etchenique, Jorge Galemire y Carlos «Boca» Ferreira. Las actuaciones de este grupo junto a las de José Carbajal «El Sabalero», representaron una nueva modalidad de espectáculos llamados «candombailes», los cuales junto a otras expresiones artísticas comenzaron a dar forma a la música popular uruguaya post-dictadura. Antes del alejamiento de Roos de este grupo, participa en la grabación de dos fonogramas, titulados «Repique» y «¡Que barbaridad!».

### Brindis por Pierrot y retorno a la democracia (1985)
En 1985 junto al Canario Luna en voces, graba uno de los tema clásicos del «Carnaval del Uruguay» y «Brindis por Pierrot», incluido en el álbum del mismo nombre. El tema fue polémico en esa época por sus referencias a Zelmar Michelini y a Dogomar Martínez; debido a que aún estaba en Uruguay, una dictadura militar. En este último, participó el cantautor Canario Luna en primera voz. Al año siguiente edita 7 y 3 cuyo nombre deviene de la popular mezcla entre gaseosa y vino. En 1987 la editorial Trilce lanza el libro "El sonido de la calle" de Milita Alfaro, el cual recorre la trayectoria del artista hasta ese momento, su infancia, adolescencia, sus años en Europa y su regreso a Uruguay junto a un análisis de sus principales canciones.

### Giras internacionales
En 1988, representó a Uruguay en el prestigioso festival de la canción latinoamericana de Varadero (Cuba). En 1990, con un Estadio Obras completo, inicia en Buenos Aires su trayectoria en Argentina. En 1992, compone la música para la Selección Uruguaya de Fútbol, «Cuando Juega Uruguay».
Entre 1993 y 1994 realizó la gira «A las 10», primera ocasión en la que un músico recorrió los 19 departamentos del Uruguay con un mismo espectáculo, el cual fue registrado en video. En 1997 para conmemorar sus 20 años dedicado a la música realiza en el Teatro Solís el llamado «Concierto aniversario» que le da el nombre al disco que tiene una recopilación de sus mejores trabajos. En el concierto participaron Hugo Fattoruso y dos de los tres hermanos Ibarburu. En el 2001 representa a Uruguay en el Encuentro Mundial de la Juventud realizado en Panamá. En mayo de 2002, viaja al Mundial de Fútbol en Corea y Japón con todo su conjunto, como embajador musical del equipo fútbol Uruguay, dando un show en el inicio del mismo.
En el 2007, inicia una gira por todo el Uruguay (350. 000 personas en 32 conciertos), Argentina y por 7 ciudades de España, la cual tiene su punto más alto en los conciertos de los días 24 al 29 de julio en el teatro Teatro Solís de Montevideo a teatro lleno. La misma sirve de promoción para su último disco Fuera de Ambiente. Complementariamente realizó conciertos en la Sala Teatro MovieCenter, Fiesta de la X, y las canteras del Parque Rodó. El 28 de marzo de 2008 comienza con un show en el «Punta Rock», con otros artistas nacionales. De su presentación en el Teatro Solís del sábado 19 y el domingo 20 de julio de ese año se produjo el disco «Hermano te estoy hablando», agregándole algunos temas grabados en estudio.
En 2023, después de ocho años, regresa a la Argentina con conciertos en Buenos Aires (10 de junio en el Luna Park), Rosario (29 de junio en el Teatro El Círculo), y Córdoba (1 de julio en la Plaza de la Música).

## Artistas vinculados
Sus canciones han sido grabadas entre otros, por Rubén Blades, Nei Lisboa, Leonardo Ribeiro, Susana Rinaldi, Adriana Varela, Mercedes Sosa, Carlos Mancinelli, Liliana Vitale, Guadalupe Farías Gómez, Los Hacha, Antonio Tarragó Ros, El Lupe, Pedro Foncea, Trío Dino Saluzzi/Charlie Mariano/ Wolfang Dauner, Hugo Fattoruso, Laura Canoura, Washington Canario Luna, Jorge Lazaroff, Pablo Routin, Trotsky Vengarán, Francis Andreu y Arbolito.
El grupo musical chileno Sol y Lluvia grabó una versión del tema "Adiós Juventud" con el nombre de Adiós General que se transformó en un hit en Chile en la época de la dictadura militar de Augusto Pinochet.

### Murga
Roos ha cantado temas del músico, publicista y letrista uruguayo Raúl Tintabrava Castro, director de la murga Falta y Resto, como La hermana de la Coneja (elegida una de las mejores canciones del continente) y ha musicalizado Que el letrista no se olvide, Cuando Juega Uruguay y El Grito del Canilla' entre otros, cuya letra fue escrita en colaboración.
Roos compuso también la música de La Despedida del Gran Tuleque, retirada murguera que forma parte de la obra teatral El Regreso del Gran Tuleque de Mauricio Rosencof. El tema fue cantado en el fonograma por los propios actores de la obra y se convirtió en un clásico del género. Musicalizó también la obra poética "La Margarita" -bella historia de amor situada en la década del 40-, escrita por el propio Rosencof en la cárcel durante la dictadura militar en el Uruguay.
Roos popularizó el tema Amor profundo; en el disco Contraseña, con voz de Freddy Bessio, cantor de murga que le puso su voz a la versión del tema de Alberto Wolf.

### Grupo Contraseña
Es acompañado habitualmente en sus actuaciones por el grupo "Contraseña", que está integrado por destacados músicos:
- Hugo Fattoruso – Teclados y acordeón
- Walter Nego Haedo – percusión
- Nicolás Ibarburu – Guitarra
- Martín Ibarburu – Batería
- Andrés Ibarburu – Bajo
- Gustavo Montemurro – Teclados y acordeón
- Ney Dalton Peraza - Guitarra y voces
- Álvaro Fontes – Voces
- Freddy Edgardo Bessio - Percusión y voces
- Bedrós Andrés Takorian – Voces
- Emiliano Andrés Muñoz - Voces

En el 2009 lanza el álbum «Hermano te estoy hablando» cuyos temas son extraídos del concierto de julio de 2008 en el teatro Solís. Se presenta con un grupo reducido:
- Hugo Fattoruso – Teclados, voz y percusión
- Gustavo Montemurro – Teclados y acordeón
- Nicolás Ibarburu – Guitarra eléctrica, española, tres cubano y bajo.

### Productor artístico
Como productor artístico de los siguientes músicos Washington "Canario" Luna del disco Todo a Momo (1986, cuádruple platino) y Otra vez Carnaval (1989, cuádruple platino). También Esa tristeza y Puedes oirme de Laura Canoura (1985 y 1991), Vals prismático de Estela Magnone y Cuando el río suena de Adriana Varela. También produjo al conjunto de rock Trotsky Vengarán.

## Producción

### Discografía
- Candombe del 31 (Ayuí / Tacuabé a/e12. 1977)
- Para espantar el sueño (1978)
- EP (con el grupo Cascada. Chambacú VR 21380, Holanda. 1980)
- Aquello (Ayuí / Tacuabé a/e27. 1981)
- Siempre son las 4 (Orfeo SULP 90689. 1982)
- Nunca, nunca, nunca / Ella allá Nº 2 (Orfeo, simple. 1983)
- Mediocampo (Orfeo SULP 90730. 1984)
- Repique (con Repique. Orfeo SULP 90750. 1984)
- Mujer de sal junto a un hombre vuelto carbón (junto a Estela Magnone - 1985)
- Brindis por Pierrot (Orfeo SULP 90787. 1985)
- ¡Qué barbaridad! (con Repique. Orfeo SULP 90783. 1985)
- 7 y 3 (Orfeo SULP 90832. 1986)
- Sur (Orfeo 1987)
- Esta noche (En vivo en "La Barraca" - Orfeo 91043-1 y 91043-4 1989)
- Seleccionado (Orfeo SCO 001-2, 1989)
- Estamos rodeados (Orfeo 91080-1, 1991)
- Cuando Juega Uruguay (Orfeo 1992)
- La margarita (Textos de Mauricio Rosencof - Sello Orfeo 1994)
- El puente (Orfeo 1995)
- Si me voy antes que vos (Columbia. 1996)
- Tablado (Orfeo 1996)
- Repertorio (EMI-Orfeo. 1997)
- Concierto aniversario (Sony Music, en vivo en el Teatro Solís. 1998)
- Contraseña (Columbia. 2000)
- Candombe, murga y rocanrol (Sony Music. 2004)
- Serie de Oro Grandes Éxitos (2005)
- Fuera de Ambiente (Koala Records. 2006)
- Clásico (Bizarro Records. 2007)
- Hermano te estoy hablando (Montevideo Music Group. 2009)
- Otra Vez Rocanrol (DVD) Montevideo Music Group (2010)
- Cine Metropol - Montevideo Music Group (2013)
- 3 Millones (DVD) Montevideo Music Group (2014)
- En Vivo en el Rio de la Plata - Montevideo Music Group (2014)
- La Colección (3 CD) - Montevideo Music Group (2017)

#### Colectivos
- Antología del candombe (Recopilación de artistas varios, 1991)

#### Reediciones y recopilaciones
- Jaime Roos (1982)
- Al ángulo (Ayuí / Tacuabé a/e38. 1983)
- Antología (Orfeo 90936-1. 1988)
- Mostrador (1989)
- Siempre son las cuatro / Mediocampo (Orfeo CDO 010-2. 1991)
- Candombre del 31 (Orfeo CDO 016-2. 1992)
- Primeras páginas (recopilación de sus tres primeros discos. 1993)
- 7 y 3 / Sur (Orfeo CDO 024-2. 1994)
- Repertorio (1994)
- Selección 1 (1994)
- Selección 2 (1994)
- Jaime Roos te hizo vivir (selección de sus temas de amor. Sello EMI / Orfeo. 1998)
- Primeras páginas (vol. 1. Sello EMI / Orfeo. 2000)
- Siempre son las cuatro / Mediocampo (vol. 2. Sello EMI / Orfeo. 2000)
- 7 y 3 / Sur (vol. 3. Sello EMI / Orfeo. 2000)
- Estamos rodeados / La margarita (vol. 4. Sello EMI-Orfeo. 2000)
- El puente (vol. 5, al disco original de 1995 se le agregan 4 temas del período 1978-1982. Sello EMI-Orfeo. 2000)
- Cine Metropol (recopilación de sus trabajos para el cine, el teatro, la televisión y la publicidad. Sello Montevideo Music Group, 2013)
- En vivo en el Río de la Plata (recopilación de actuaciones en vivo realizadas en Argentina y Uruguay entre 2008 y 2013. Montevideo Music Group, 2014
- Jaime Roos Obra Completa: Candombe del 31, Para espantar el sueño, Aquello, Siempre son las cuatro, Mediocampo (2015, Bizarro)
- Jaime Roos Obra Completa: Mujer de sal junto a un hombre vuelto carbón, 7 y 3, Sur, Esta noche (2016, Bizarro)
- Jaime Roos Obra Completa: Estamos Rodeados, La Margarita, El puente, Selladas 1 1983-1992 (2016, Bizarro)

### Videos
- Jaime Roos - Video recopilación 10 años (VHS)
- Estamos Rodeados (La temporada) - Video de la gira de Jaime Roos (VHS, Videorfeo - Mediocampo 1992)
- Jaime Roos a la diez - Video de la gira de Jaime Roos (VHS, CEMA - Malacara Producciones 1993)
- Concierto aniversario - Que te abrace el viento (DVD, Malacara Producciones - Sony Music 2003)
- Jaime Roos a la diez - Video de la gira de Jaime Roos (DVD, 2007 Remasterizado la versión de 1993, agregando un especial para TV de 1991-92, "Estamos rodeados - La Temporada", más una entrevista (2006) y "El grito del Canilla")

### Cine
- Música incidental y canciones para el filme argentino El sueño de los héroes, dirigido por Sergio Renán en 1996.
- Musicalización de la película El amateur de 1999 por la cual la Asociación de Cronistas Cinematográficos de la Argentina le otorgó en 2000 el Premio Cóndor de Plata a la Mejor Música.
- El tema Siga el baile de Edgardo Donato y Carlos Warren, fue interpretado por Jaime Roos para el filme Luna de Avellaneda.
- Musicalización de la película El viaje hacia el mar (2003)
- Documental 3 Millones, producido junto con su hijo Yamandú Roos, sobre la hazaña futbolística de Uruguay en el Mundial de Sudáfrica 2010.

## Período 2015-2024

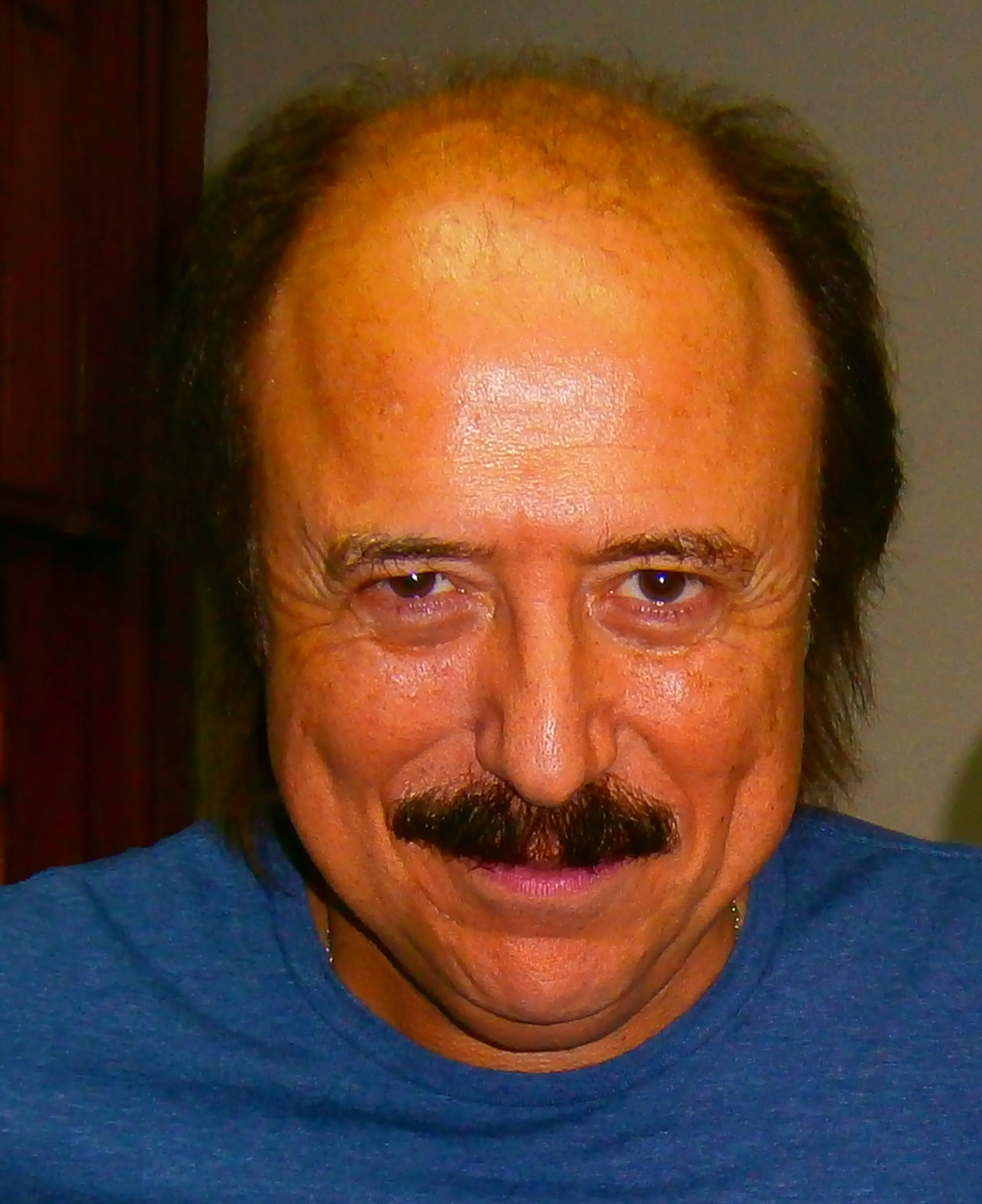
Jaime Roos en 2015.

El 15 de marzo de 2015 fue el último concierto en vivo que brindó Jaime Roos hasta 2022, en el hoy extinto Centro Cultural Padre Mujica (Banfield, Argentina). Al ser consultado por su desaparición; el contestó: "por el momento, no se me ocurre ningún motivo por el cual me subiría nuevamente a un escenario, pero si un día siento que tengo algo nuevo para decir...".
Pese a esto, Jaime siguió vinculado a su carrera artística, ya que en 2015 se decidió reeditar bajo el sello Bizarro cada uno de los discos que componen su obra completa, con sonido remasterizado en alta calidad. En 2015 se reeditaron sus cinco primeros álbumes: Candombe del 31, Para espantar el sueño, Aquello, Siempre son las cuatro y Mediocampo. En 2016 se reeditaron Mujer de sal junto a un hombre vuelto carbón, 7 y 3, Sur y Esta noche, y ese mismo año Estamos Rodeados, La Margarita, El puente, y se lanzó Selladas 1, un álbum que recopila canciones que no salieron en ninguno de sus primeros discos, clásicos y también versiones alternativas a distintas canciones. A partir de fines de 2018 se lanzó una nueva entrega de la Obra Completa, la cual corresponde al período 1996-2014 y contiene los álbumes Si me voy antes que vos, Concierto Aniversario, Contraseña , Fuera de ambiente, Hermano te estoy hablando, En vivo en el Río de la Plata y Selladas Dos
Además de esto, 2018 significó la llegada de Jaime Roos a las redes sociales Instagram, Facebook y Twitter, la creación de una página web y la llegada de los álbumes del cantautor a la plataformas digitales de música (Spotify, Deezer, etc.).
Roos regreso a los escenarios en 2022 tras retrasos debido a la pandemia de COVID-19, con varios conciertos en el Estadio Centenario. En 2024 anunció que haría una última serie de conciertos, previo a su retiro

## Reconocimientos
Tiene en su haber más de 80 discos de Oro y Platino solo en Uruguay.
- 1989 - Premio Sudamérica para las Artes, otorgado por el Centro de Estudios Históricos, Antropológicos y Sociales Latinoamericanos.
- 1991 - Premio Movado al artista uruguayo más relevante.
- 1993 - Premio Fabini al autor nacional más importante.
- 1994 - Es declarado «Visitante Ilustre» de la ciudad de Buenos Aires, Argentina.
- 1996 - Su canción «El grito del canilla» utilizada para la publicidad del diario El País, de Montevideo, fue elegida como la mejor pieza publicitaria de la década.
- 1997 - Premio Musa de AGADU (sociedad de autores uruguaya) al autor más popular del Uruguay.
- 1998 - Premio SADAIC (Sociedad Argentina de Autores) al socio extranjero, y el Premio Musa al autor uruguayo más popular (incluyendo todos los géneros).
- 1999 - Premio ACE (críticos argentinos) y el Florencio Sánchez (directores y actores argentinos) otorgado por unanimidad.
- 2002 - Premio Musa Histórico, al artista que más derechos de autor generó en la historia de la Asociación de Autores de Uruguay desde su fundación.
- 2003 - Premio Trayectoria Premios Graffiti 2003
- 2007 - El 14 de junio es declarado «Ciudadano Ilustre» de la ciudad de Montevideo, en reconocimiento a su trayectoria. En dicho acto menciona «Montevideo es mi lugar en el mundo, esta ciudad es mi hogar».
- 2008 - Recibe el premio Gardel como Mejor Álbum Artista Canción testimonial y de autor por su trabajo «Fuera de Ambiente».
- 2010 - Recibe el premio Gardel como Mejor Álbum Artista Canción testimonial y de autor por su trabajo «Hermano te estoy hablando».[3]